# Нортфлит Юнайтед
Нортфлит Юнайтед (англ. Northfleet United Football Club) — бывший английский футбольный клуб, базировавшийся в Нортфлите, графство Кент.

## История
Клуб был основан в 1890 году. В 1905 году «Нортфлит Юнайтед» переехал на недавно построенный стадион «Стоунбридж Роуд». В сезоне 1906/07 года клуб вступил в Кентскую лигу и занял второе место. После этого «Нортфлит Юнайтед» выиграл три чемпионских титула подряд в 1907/08, 1908/09 и 1909/10 годах. Команда повторно выиграла чемпионат в сезоне 1919/20 года и заняла второе место в сезоне 1921/22 года. В промежуточном сезоне 1920/21 команда стала обладателем Кубка Кента.
Ввиду финансовых трудностей в 1923 году «Нортфлит» заключил официальное соглашение, по которому они играли с юношеской командой «Тоттенхэм Хотспур». В сезоне 1923/24 года «Нортфлит Юнайтед» выиграл Кубок Лиги Кента, в следующем сезоне занял второе место в Лиге, а годом позже, в сезоне 1925/26 года, стал чемпионом Первого дивизиона Лиги Кента, забив 172 гола за 36-матчевый сезон. В сезоне 1926/27 года клуб стал финалистом Кубка Кентской лиги, уступив Королевскому военно-морскому складу из Чатема. В течение пяти сезонов подряд, с 1923/24 по 1927/28 годы, «Нортфлит Юнайтед» выигрывал Кубок Кента.
В сезоне 1927/28 года «Нортфлит Юнайтед» присоединился к Южной лиге, войдя в Восточный дивизион, но покинул её в 1930 году и вновь присоединился к Кентской лиге.
В 1931 году соглашением с «Тоттенхэм Хотспур» была образована полноценная юношеская команда, и это стало предвестником семи сезонов успеха, в течение которых они забивали минимум 110 голов в соревнованиях лиги в каждом сезоне. В 1931/32, 1934/35 и 1936/37 годах Нортфлит стал двукратным победителем чемпионата Первого дивизиона лиги Кента и Кубка Лиги Кента. Кроме того, в 1935/36 и 1938/39 годах они ещё дважды становились победителями Первого дивизиона Лиги Кента (оформив хет-трик в качестве победителей лиги) и обладателями Кубка Лиги Кента, в 1937/38 годах снова стали победителями Кубка Лиги Кента, а в 1937/38 годах также выиграли Кубок Старшей лиги Кента. В 1935/36 и 1936/37 годах клуб был полуфиналистом Кубка Кента, уступив в обоих случаях победителям и воспитанникам «Арсенала» — команде «Маргейт». Сезон 1932/33 года, по сравнению с этим, стал относительным успешным: клуб занял второе место, уступив «Маргейту» только по разнице голов.
С началом Второй мировой войны соревнования в лиге прекратились, как и деятельность юношеской команды.
В 1946 году клуб объединился с Грейвзенд Юнайтед и образовал клуб Грейвзенд и Нортфлит, который теперь известен как Эббсфлит Юнайтед. Клуб продолжает играть на домашней арене Нортфлит Юнайтед на Стоунбридж Роуд.
В ноябре 2015 года, в честь 125-летия со дня основания, была опубликована полная история клуба под названием «Set in Concrete».

## Результаты сезонов
| Сезон   | Лига                          | И  | В  | Н | П  | МЗ  | МП | О  | МП    | Кубок Англии               | Прочее*                                                    |
| ------- | ----------------------------- | -- | -- | - | -- | --- | -- | -- | ----- | -------------------------- | ---------------------------------------------------------- |
| 1906-07 | Кентская лига                 | 14 | 9  | 0 | 5  | 37  | 19 | 18 | 2/8   | 4-й квалификационный раунд |                                                            |
| 1907-08 | Кентская лига                 | 16 | 14 | 1 | 1  | 24  | 11 | 29 | 1/9   |                            |                                                            |
| 1908-09 | Кентская лига                 | 16 | 13 | 1 | 2  | 52  | 22 | 27 | 1/9   | 4-й квалификационный раунд |                                                            |
| 1909-10 | Первый дивизион Кентской лиги | 22 | 17 | 2 | 3  | 74  | 31 | 36 | 1/12  |                            |                                                            |
| 1910-11 | Первый дивизион Кентской лиги | 26 | 7  | 4 | 15 | 38  | 64 | 18 | 13/14 |                            |                                                            |
| 1911-12 | Первый дивизион Кентской лиги | 28 | 10 | 5 | 13 | 47  | 48 | 25 | 8/15  |                            |                                                            |
| 1912-13 | Первый дивизион Кентской лиги | 28 | 14 | 5 | 9  | 58  | 55 | 33 | 4/15  |                            |                                                            |
| 1913-14 | Первый дивизион Кентской лиги | 30 | 17 | 5 | 8  | 63  | 49 | 37 | 4/16  | 2 очка вычтено             | 2 очка вычтено                                             |
| 1919-20 | Кентская лига                 | 24 | 19 | 3 | 2  | 70  | 22 | 41 | 1/13  |                            | Кентский старший щит: второе место                         |
| 1920-21 | Первый дивизион Кентской лиги | 32 | 21 | 3 | 8  | 76  | 40 | 45 | 3/17  |                            |                                                            |
| 1921-22 | Первый дивизион Кентской лиги | 28 | 18 | 6 | 4  | 78  | 36 | 42 | 2/15  | 5-й квалификационный раунд |                                                            |
| 1922-23 | Первый дивизион Кентской лиги | 32 | 17 | 5 | 10 | 88  | 41 | 39 | 4/17  |                            |                                                            |
| 1923-24 | Первый дивизион Кентской лиги | 30 | 15 | 5 | 10 | 61  | 35 | 35 | 4/16  |                            | Победитель Кубка Кентской лиги и Кубка Кента               |
| 1924-25 | Первый дивизион Кентской лиги | 34 | 29 | 1 | 4  | 114 | 25 | 59 | 2/18  |                            | Победитель Кубка Кента                                     |
| 1925-26 | Первый дивизион Кентской лиги | 36 | 29 | 3 | 4  | 172 | 48 | 61 | 1/19  | Первый раунд               | Победитель Кубка Кента                                     |
| 1926-27 | Первый дивизион Кентской лиги | 26 | 15 | 3 | 8  | 76  | 51 | 33 | 5/14  | Второй раунд               | Второе место в Кубке Кентской лиги; Победитель Кубка Кента |
| 1927-28 | Дивизион Восток Южной лиги    | 34 | 17 | 7 | 10 | 83  | 54 | 41 | 3/18  | Первый раунд               | Победитель Кубка Кента                                     |
| 1928-29 | Дивизион Восток Южной лиги    | 36 | 17 | 4 | 15 | 87  | 65 | 38 | 9/19  | Второй раунд               |                                                            |
| 1929-30 | Дивизион Восток Южной лиги    | 32 | 6  | 7 | 19 | 53  | 77 | 19 | 16/17 | Второй раунд               |                                                            |
| 1930-31 | Первый дивизион Кентской лиги | 36 | 22 | 3 | 11 | 125 | 58 | 47 | 4/19  | Первый раунд               |                                                            |
| 1931-32 | Первый дивизион Кентской лиги | 36 | 32 | 2 | 2  | 138 | 22 | 66 | 1/19  | Первый раунд               | Победитель Кубка Кентской лиги                             |
| 1932-33 | Первый дивизион Кентской лиги | 34 | 28 | 1 | 5  | 126 | 50 | 57 | 2/18  |                            |                                                            |
| 1933-34 | Первый дивизион Кентской лиги | 36 | 23 | 3 | 10 | 122 | 47 | 48 | 4/19  | Первый раунд               |                                                            |
| 1934-35 | Первый дивизион Кентской лиги | 36 | 26 | 7 | 3  | 110 | 51 | 50 | 1/19  | 4-й квалификационный раунд | Победитель Кубка Кентской лиги                             |
| 1935-36 | Первый дивизион Кентской лиги | 36 | 26 | 5 | 5  | 158 | 41 | 57 | 1/19  |                            | Полуфиналист Кубка Кента                                   |
| 1936-37 | Первый дивизион Кентской лиги | 32 | 25 | 2 | 5  | 128 | 29 | 52 | 1/17  |                            | Победитель Кубка Кентской лиги; полуфиналист Кубка Кента   |
| 1937-38 | Первый дивизион Кентской лиги | 32 | 23 | 5 | 4  | 116 | 29 | 51 | 3/17  |                            | Победитель Кубка Кентской лиги и Кубка Кента               |
| 1938-39 | Первый дивизион Кентской лиги | 28 | 20 | 4 | 4  | 125 | 38 | 44 | 1/15  |                            |                                                            |

## Бывшие игроки
1. Игроки, которые играли/руководили в Футбольной лиге или любом зарубежном эквиваленте этого уровня (то есть полностью профессиональной лиге).
2. Игроки национальной сборной.
3. Игроки, которые имеют клубный рекорд или были капитанами клуба.

- Чарльз Альтон[англ.]
- Сидни Малфорд[англ.]
- Билл Николсон
- Тед Дитчберн
- Рон Берджесс[англ.]